# 新井隆広
新井 隆広（あらい たかひろ、1982年6月16日 - ）は、日本の漫画家。神奈川県出身。栄光学園中学校・高等学校、慶應義塾大学経済学部卒業。血液型はA型。イギリスのスコットランドで生活していた経験がある。

## 人物
『週刊少年サンデー超』（小学館）などに掲載歴のある漫画家の新井淳也は実弟であり、新井隆広の作品のチーフアシスタントも務めていた。自画像はメガネを掛けたカエルを近影している。

## 略歴
- 2003年6月期まんがカレッジに入賞。
- 2004年、『週刊少年サンデー超』7月号に『グランドバトラー』でデビュー。
- 2006年、『週刊少年サンデー』36・37合併号より『ダレン・シャン』の連載を開始。
- 2010年、『週刊少年サンデー』4・5合併号より『AR∀GO -ロンドン市警特殊犯罪捜査官-』の連載を開始。
- 2013年、『ゲッサン』2013年10月号より『レ・ミゼラブル』の連載を開始。
- 2016年、小学館版学習漫画人物館　『ルイ・ブライユ』単行本を発刊。
- 2017年、『週刊少年サンデー』19号より『天翔のクアドラブル』の連載を開始[2]。
- 2018年、『週刊少年サンデー』2018年24号より『名探偵コナン ゼロの日常』の連載を開始。
- 2019年、『週刊少年サンデー』2019年44号より『名探偵コナン 警察学校編 Wild Police Story』の連載を開始。
- 2022年、『週刊少年サンデー』2022年36・37合併号に『15代目錠抜掠太郎の隔世』を掲載[3]。
- 2023年、『週刊少年サンデー』2023年25号より『テノゲカ』の連載を開始[4]。

## 作品リスト

### 連載
- ダレン・シャン（原作：ダレン・シャン、『週刊少年サンデー』2006年36・37合併号 - 2009年10号）
- AR∀GO -ロンドン市警特殊犯罪捜査官-（『週刊少年サンデー』2010年4・5合併号 - 2011年43号）
- レ・ミゼラブル（原作：ヴィクトル・ユーゴー、『ゲッサン』2013年10月号 - 2016年6月号）
- 天翔のクアドラブル（『週刊少年サンデー』2017年19号 - 2018年8号）
- 名探偵コナン ゼロの日常 第一部（原案協力：青山剛昌、『週刊少年サンデー』2018年24号 - 2022年26号）
- 名探偵コナン 警察学校編 Wild Police Story（原案協力：青山剛昌、『週刊少年サンデー』2019年44号 - 2020年51号）
- テノゲカ（原作：詩石灯、監修：市原理司、『週刊少年サンデー』2023年25号 - 2025年24号[5]）

### 読み切り
- グランドバトラー（『週刊少年サンデー超』2004年7月25日号）
- グッバイ・ベースボール（『週刊少年サンデー超』2005年1月25日号）
- レアブック（原作：浜中明、『週刊少年サンデー超』2006年7月25日号）
- 円タクの騎士（『ゲッサン』2013年6月号）
- エクソばんぱシストいあ（『週刊少年サンデー』2016年9月21日号）
- うらがえし（『ビッグコミック』2021年1号）
- 第n次プリン大戦（『少年サンデーS』2022年1月号[6]） - 連載企画「サンデーバトル8」ゲスト参加作品[6]。
- 15代目錠抜掠太郎の隔世（『週刊少年サンデー』2022年36・37合併号[3]）

### 書籍
- 『ダレン・シャン』、原作：ダレン・シャン、小学館〈少年サンデーコミックス〉2006年 - 2009年、全12巻
- 『AR∀GO -ロンドン市警特殊犯罪捜査官-』、小学館〈少年サンデーコミックス〉2010年 - 2012年、全9巻
- 『レ・ミゼラブル』、原作：ヴィクトル・ユーゴー、小学館〈ゲッサン少年サンデーコミックススペシャル〉2013年 - 2016年、全8巻
- 『天翔のクアドラブル』、小学館〈少年サンデーコミックス〉2017年 - 2018年、全4巻
  1. 2017年9月15日発売[7]、ISBN 978-4-09-127687-2
  2. 2017年11月17日発売[8]、ISBN 978-4-09-127867-8
  3. 2018年2月16日発売[9]、ISBN 978-4-09-128088-6
  4. 2018年3月16日発売[10]、ISBN 978-4-09-128198-2
- 『名探偵コナン ゼロの日常』、原案協力：青山剛昌、小学館〈少年サンデーコミックス スペシャル〉2018年 - 2022年、全6巻
- 『名探偵コナン 警察学校編 Wild Police Story』、原案協力：青山剛昌、小学館〈少年サンデーコミックス〉2020年、全2巻
- 『テノゲカ』、原作：詩石灯、監修：市原理司、小学館〈少年サンデーコミックス〉2023年 - 2025年、全10巻

## 師匠
- 田中モトユキ

## アシスタント
- 新井淳也